# Megachile pseudonigra
Megachile pseudonigra là một loài Hymenoptera trong họ Megachilidae. Loài này được Mitchell mô tả khoa học năm 1927.